# Olympische Sommerspiele 1904/Rudern
Bei den III. Olympischen Spielen 1904 in St. Louis wurden vier Wettbewerbe im Rudern ausgetragen. Diese fanden alle am 30. September 1904 auf dem Creve Coeur Lake statt, einem See in der Nähe des Missouri Rivers, rund 18 km nordwestlich des Geländes der Weltausstellung und 26 km nordwestlich des Stadtzentrums.
Die Wettbewerbe waren als amerikanische Meisterschaften ausgeschrieben, gelten aber dennoch als olympisch, weil auch Ausländer teilnahmeberechtigt waren. Von dieser Möglichkeit machte aber nur der Achter aus Kanada Gebrauch. Die Regattastrecke auf dem See war 1,5 Meilen (2414 m) lang. Nur die Vierer und die Achter befuhren die gesamte Strecke; in den anderen Bootsklassen musste nach Hälfte der Strecke gewendet werden.

## Einer
| Platz | Land | Athlet          | Zeit (min) |
| ----- | ---- | --------------- | ---------- |
| 1     | USA  | Frank Greer     | 10:08,5    |
| 2     | USA  | James Juvenal   | k. A.      |
| 3     | USA  | Constance Titus | k. A.      |
| 4     | USA  | David Duffield  | k. A.      |

Datum: 30. Juli 1904
Frank Greer gewann im Einer überlegen mit zwei Bootslängen Vorsprung. James ten Eyck, der amtierende US-Meister, und Louis Scholes, der die Henley Royal Regatta gewonnen hatte, waren zwar gemeldet, traten aber nicht an.

## Doppelzweier
| Platz | Land | Athleten                                             | Zeit (min) |
| ----- | ---- | ---------------------------------------------------- | ---------- |
| 1     | USA  | Atalanta Boat Club John Mulcahy, William Varley      | 10:03,2    |
| 2     | USA  | Ravenswood Boat Club John Hoben, Jamie McLoughlin    | k. A.      |
| 3     | USA  | Independent Rowing Club John Wells, Joseph Ravannack | k. A.      |

Datum: 30. Juli 1904
Der Atalanta Boat Club gewann im Rennen der Doppelzweier mit zwei Bootslängen Vorsprung.

## Zweier ohne Steuermann
| Platz | Land | Athleten                                              | Zeit (min) |
| ----- | ---- | ----------------------------------------------------- | ---------- |
| 1     | USA  | Seawanhaka Boat Club Robert Farnan, Joseph Ryan       | 10:57,0    |
| 2     | USA  | Atalanta Boat Club John Mulcahy, William Varley       | k. A.      |
| 3     | USA  | Western Rowing Club John Joachim, John Joseph Buerger | k. A.      |

Datum: 30. Juli 1904
Auch im Zweier ohne Steuermann trat der Atalanta Boat Club aus New York an, musste sich aber klar dem Seawanhaka Boat Club geschlagen geben, der mit vier Bootslängen Vorsprung gewann.

## Vierer ohne Steuermann
| Platz | Land | Athleten                                                                                | Zeit (min) |
| ----- | ---- | --------------------------------------------------------------------------------------- | ---------- |
| 1     | USA  | Century Boat Club Arthur Stockhoff, August Erker, George Dietz, Albert Nasse            | 9:05,8     |
| 2     | USA  | Mound City Rowing Club Frederick Suerig, Martin Formanack, Charles Aman, Michael Begley | k. A.      |
| 3     | USA  | Western Rowing Club Gus Voerg, John Freitag, Lou Heim, Frank Dummerth                   | k. A.      |

Datum: 30. Juli 1904
Nur drei Boote aus St. Louis beteiligten sich im Vierer ohne Steuermann. Es setzte sich der Century Boat Club durch, zwei Bootslängen vor dem Mound City Rowing Club.

## Achter
| Platz | Land           | Athleten | Zeit (min)     |
| ----- | -------------- | --- | -------------- |
| 1     | USA            | Vesper Boat Club Louis Abell (Steuermann), Frederick Cresser, Michael Gleason, Frank Schell, James Flanagan, Charles Armstrong, Harry Lott, Joseph Dempsey, John Exley      | 7:50,0         |
| 2     | CAN            | Argonaut Rowing Club Thomas Loudon (Steuermann), Alan Bailey, John Rice, George Reiffenstein, Phil Boyd, George Strange, William Wadsworth, Donald MacKenzie, Joseph Wright | k. A.          |
| 3     | nicht vergeben | nicht vergeben | nicht vergeben |

Datum: 30. Juli 1904
Das Rennen der Achter war das einzige mit internationaler Beteiligung. Dabei setzte sich der Vesper Boat Club aus Philadelphia klar mit drei Bootslängen Vorsprung gegen den Argonaut Rowing Club aus Toronto durch.

## Medaillenspiegel
| Platz | Mannschaft         | Goldmedaillen | Silbermedaillen | Bronzemedaillen | Gesamt |
| ----- | ------------------ | ------------- | --------------- | --------------- | ------ |
| 1     | Vereinigte Staaten | 5             | 4               | 4               | 13     |
| 2     | Kanada             |               | 1               |                 | 1      |
| Summe | Summe              | 5             | 5               | 4               | 14     |